# Trygonicola macropora
Trygonicola macropora is een lintworm (Platyhelminthes; Cestoda). De worm is tweeslachtig. De soort leeft als parasiet in andere dieren.
Het geslacht Trygonicola, waarin de lintworm wordt geplaatst, wordt tot de familie Mixodigmatidae gerekend. De wetenschappelijke naam van de soort werd voor het eerst geldig gepubliceerd in 1906 door Shipley & Hornell.